# Đế chế ngầm
Đế chế ngầm (tiếng Anh: Boardwalk Empire) là một sê-ri hình sự tội phạm chính kịch lịch sử dài tập của Mỹ do Terence Winter sáng lập và phát sóng trên kênh truyền hình cáp HBO. Phim đặt bối cảnh tại thành phố Atlantic, New Jersey trong thời kì cấm rượu và có sự tham gia của Steve Buscemi thủ vai Nucky Thompson. Biên kịch kiêm nhà sản xuất từng đoạt giải Primetime Emmy Winter là người tạo ra loạt phim, lấy cảm hứng từ cuốn sách Boardwalk Empire: The Birth, High Times, and Corruption of Atlantic City của Nelson Johnson về trùm tội phạm nổi tiếng trong lịch sử Enoch L. Johnson.
Tập đầu tiên do Martin Scorsese đạo diễn kiêm sản xuất với chi phí 18 triệu $. Ngày 1 tháng 9 năm 2009, HBO cho mở rộng thêm 11 tập nữa cho loạt phim. Đế chế ngầm khởi chiếu ngày 19 tháng 9 năm 2010 và kết thúc năm mùa vào ngày 26 tháng 10 năm 2014.
Đế chế ngầm nhận được khen ngợi rộng rãi, đặc biệt là phong cách trực quan và cơ sở dựa trên nhân vật lịch sử của phim, cũng như diễn xuất chính của Buscemi. Loạt phim đã nhận 57 đề cử giải Primetime Emmy, trong đó có hạng mục Phim chính kịch xuất sắc nhất và thắng tổng cộng 20 giải. Sê-ri cũng đoạt giải Quả Cầu Vàng cho sê-ri truyền hình chính kịch hay nhất năm 2011 và hai giải Screen Actors Guild cho sê-ri chính kịch xuất sắc nhất năm 2011 và 2012.